# AVA (自動車メーカー)
AVA（Associated Vehicle Assemblers Limited）は、ケニアのモンバサに拠点を置く乗用車と商用車の製造を行う自動車メーカー。1975年に創立し、1977年に生産を開始する 。2012年時点、ケニア国内で40%のシェアを持つケニア最大の自動車メーカーであり、各種ブランドのライセンス生産を行う。2017年9月までマーシャルズ・イースト・アフリカ（Marshalls East Africa Limited）とシンバ・コルト・モータース（Simba Colt Motors）との株式折半で所有されていたが、その後シンバが買収を行っている。

## 生産車種
（出典：Simba Story）

三菱ふそうトラック・バス、スカニア、タタ・モーターズ、日野自動車、トヨタ、プジョー、フィアット、イヴェコ、ボルボ・トラックスと協力関係にある。

### 生産車種
- トヨタ・ランドクルーザー ピックアップ（不明 - ）[9]
- 日野・レンジャー（2013年 - ）[10]
- 三菱ふそう・FJ2523（2016年 - ）[11]
- トヨタ・ハイラックス（2019年 - ）[12]
- マヒンドラ・スコーピオ ピックアップ（英語版） （2020年 - ）
- プロトン・サガ（2020年 - ）[13]
- トヨタ・ハイエース（2021年 - ）[14]
- 三菱・トライトン（2022年 - ）[15]
- トヨタ・フォーチュナー（2023年 - ）[16]

### 過去の生産車種
- トヨタ・ハイエース（1978年 - 2006年）[2]
- トヨタ・ランドクルーザー（1979年 - 2005年）[2][6][1]
- トヨタ・ハイラックス（1979年 - 2005年）[2][6][1]
- トヨタ・カローラ（1982年 - 1988年）[2]
- トヨタ・ダイナ（1986年 - 2003年）[2]